# Parcheș, Tulcea

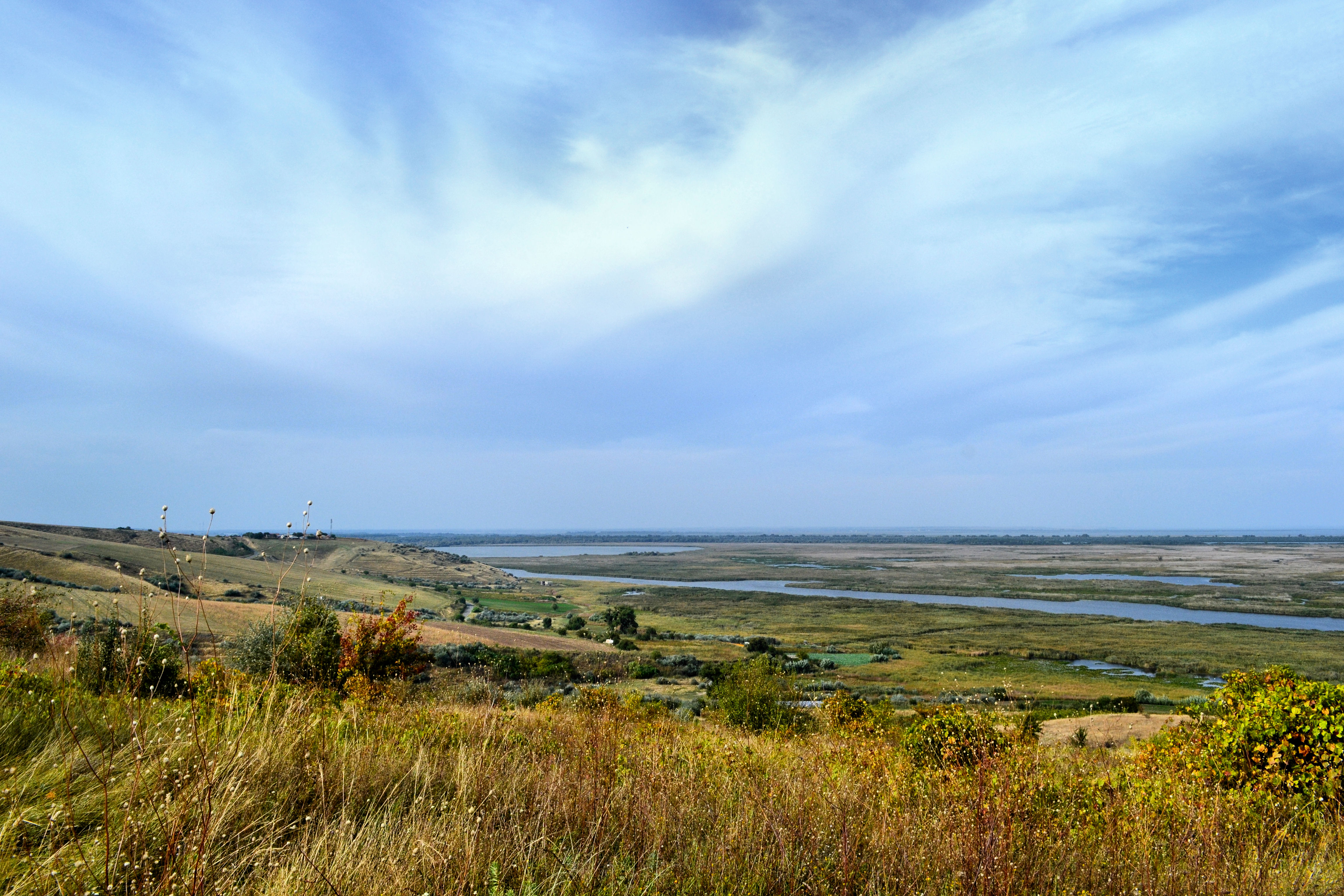
Vedere spre satul satul Parches

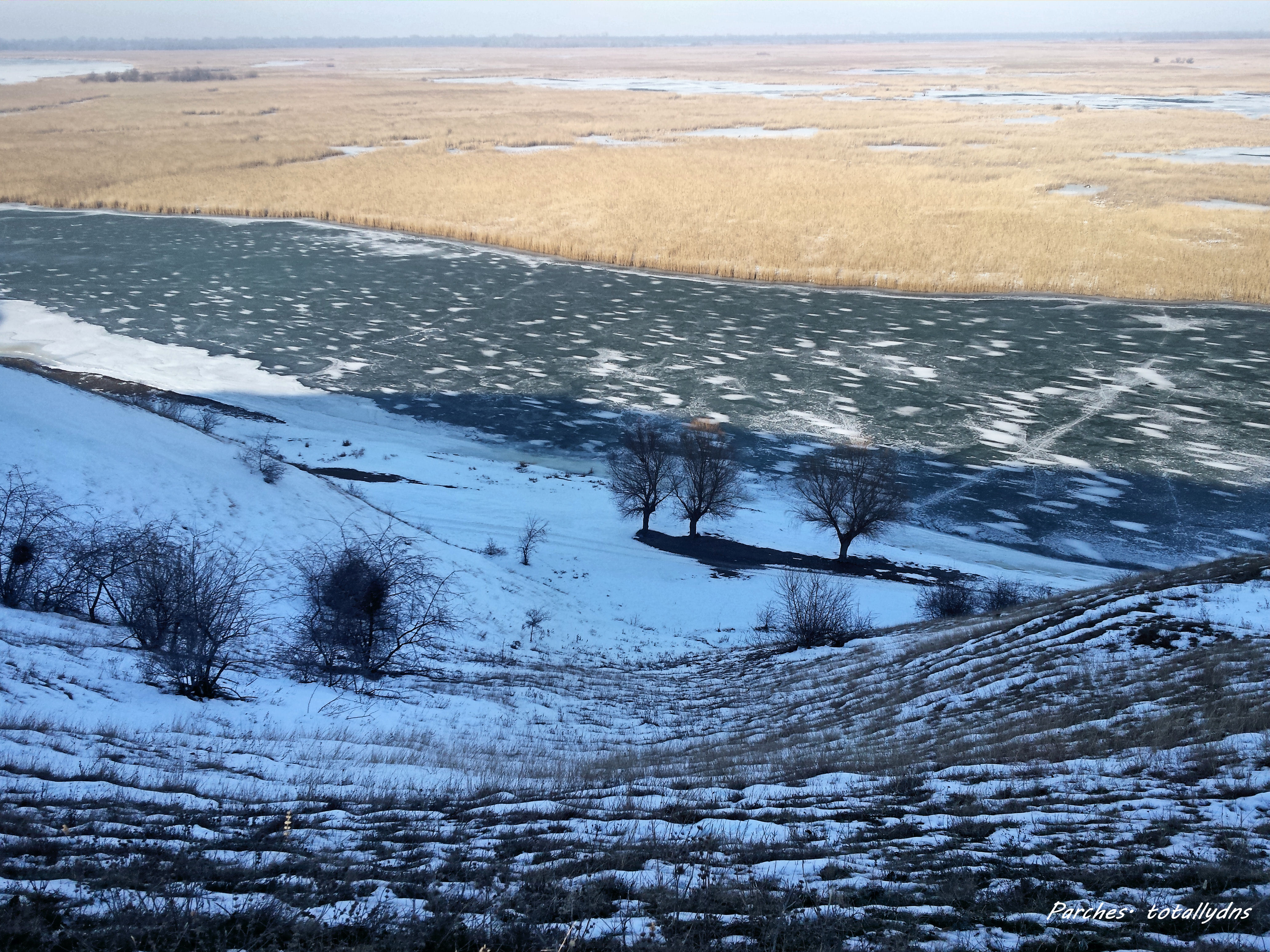
Peisaj de iarna

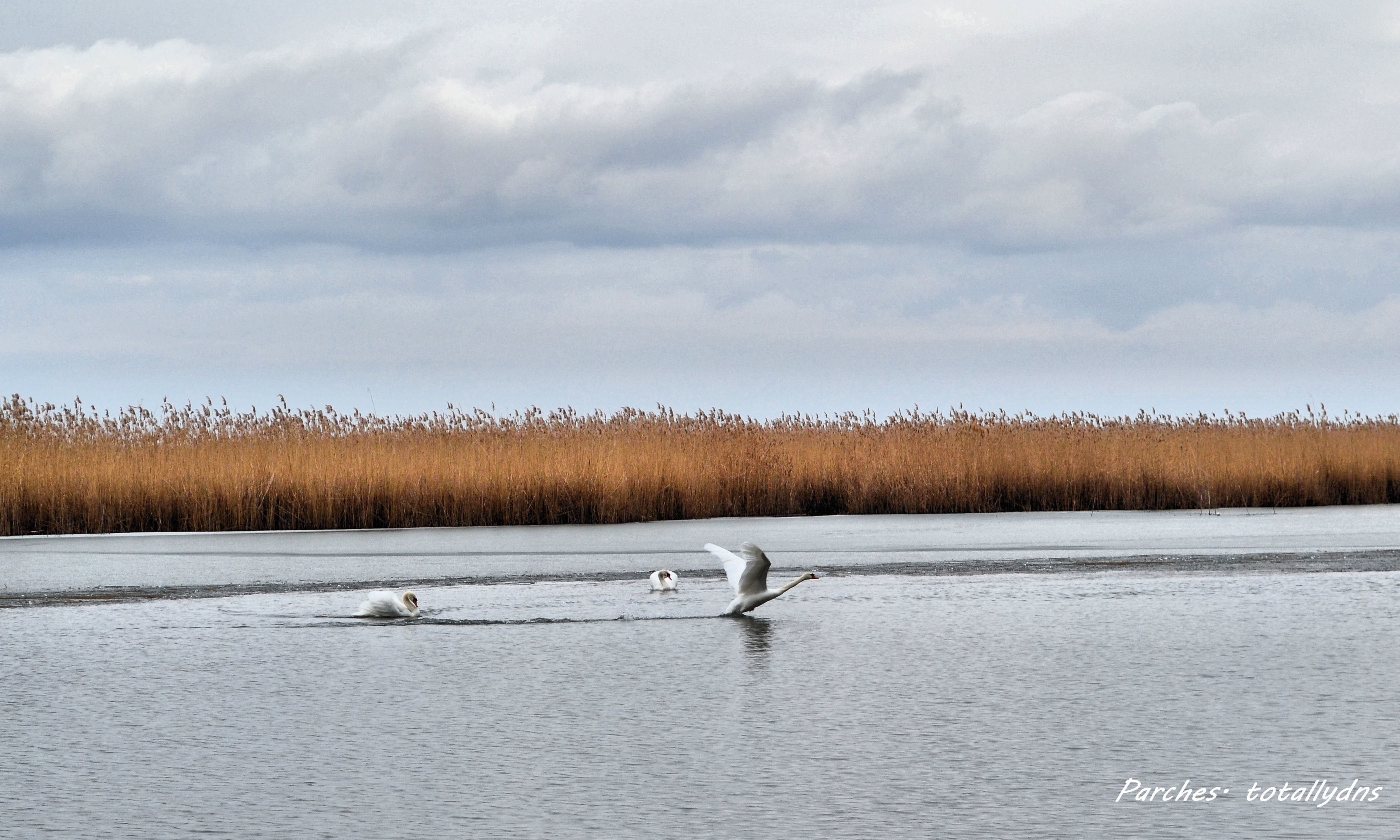

Parcheș este un sat în comuna Somova din județul Tulcea, Dobrogea, România.
Alte denumiri: Partek (Partik), pe defterul din 1573; Partici (Korsak– 1849)
Localitate din componenţa comunei Somova, este amplasată la circa 7km NV de centrul de comună, pe un promontoriu al Podişului Dobrogei care înaintează spre lunca Dunării. Este dominat de dealurile Stânca Mare (105 m) la SE şi Ogurlui (172 m) la S.
Localitatea exista în a doua jumătate a sec. XVI, dovadă fiind menţionarea sa în documentul turcesc din 1573. În forma actuală apare pe o hartă din 1788. Deşi nu cunoaştem provenienţa primului nume, credem că Partek este forma iniţială, din el derivând Parcheş.
În periplul său dunărean din 1783, austriacul Franz Mihanovici vorbeşte despre ceea ce pare a fi satul Parcheş: „Malul drept, este începând deaici (de la Isaccea – n.n.), în parte înalt, parte mlăştinos, până la satul Barik (poate Parik sau Partik- n.n.), unde terenul înalt se retrage complet, revenind abia ceva mai sus de oraşul Tulcea iarăşi spre fluviu, în felul acesta formându-se din nou o mlaştină mare pe malul drept (actuala luncă a Dunării – n.n.)”. Ar putea fi vorba de o preluare greşită de la Partek, căruia i s-a adăugat ulterior sufixul turcesc „iş”, rezultând forma actuală. Oricum, tot nu putem explica originea numelui iniţial, cel care apare pe defterul amintit.
La începutul sec. XIX a fost populat cu români basarabeni, alături de aceştia stabilindu-se şi populaţie rusească. Satul a avut perioade de creştere şi descreştere, în funcţie de evenimentele care l-au afectat. Korsak număra aici 20 de case de turci şi români, pentru ca în 1877 să se semnaleze numai 10 locuinţe, toate turceşti, aşa cum afirmă I. Ionescu, originar din Banat. Învăţătorul N. Mitan, care a furnizat informaţii pentru lucrarea lui D. Şandru, afirma că primii români aşezaţi în sat (probabil după 1850, n.n.) au fost cei din familiile Ionescu, Pădureţ (din Basarabia), la care s-au adăugat mai apoi şi alţi români veniţi de prin satele din jur sau din judeţul Tutova, precum şi un mare număr de ruşi.
O vreme a avut funcţia de centru de comună, motiv pentru care în 1897 s-a ridicat clădirea primăriei, şcoala existând din 1899 iar biserica din 1898. În acei ani, satul trebuie să fi fost un adevărat şantier.
În 1896 satul avea 574 locuitori, români şi ruşi şi dispunea de o biserică (construită în 1877), având un preot şi un cântăreţ, care avea să fie refăcută după numai doi ani. Şcoala era frecventată de 38 elevi. În sat existau 77 pluguri, se creşteau 1800 de vite, iar comerţul era practicat de 6 persoane.
Populaţia a cunoscut următoarea evoluţie: 612 locuitori în 1900, 885 în 1912, 844 în 1930, 1161 în 1948, 1133 în 1956, 1123 în 1966, 1112 în 1977, 809 în 1992 şi 776 în 2002, aproape toţi români.
Interesant este de ştiut că în 1878, înainte de ridicarea şcolii, de educarea copiilor satului se ocupa Dumitru Pădureţ, cel venit din Basarabia, care folosea propria sa casă pentru acest scop.

## Note

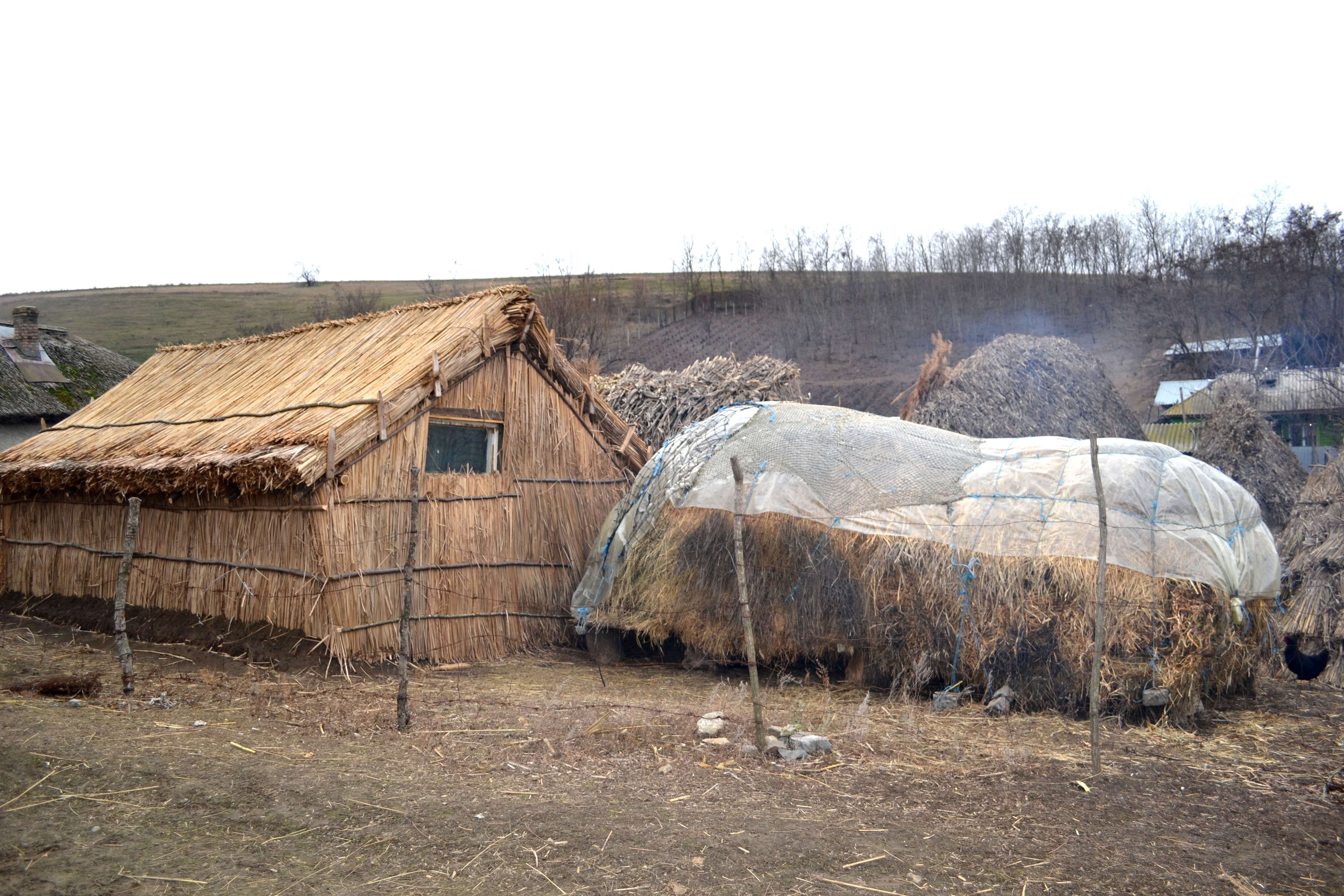
Grajd tradițional de stuf